# Poeciloxestia signatipennis
Poeciloxestia signatipennis är en skalbaggsart som först beskrevs av Julius Melzer 1923.  Poeciloxestia signatipennis ingår i släktet Poeciloxestia och familjen långhorningar. Inga underarter finns listade i Catalogue of Life.